# مابا موندي

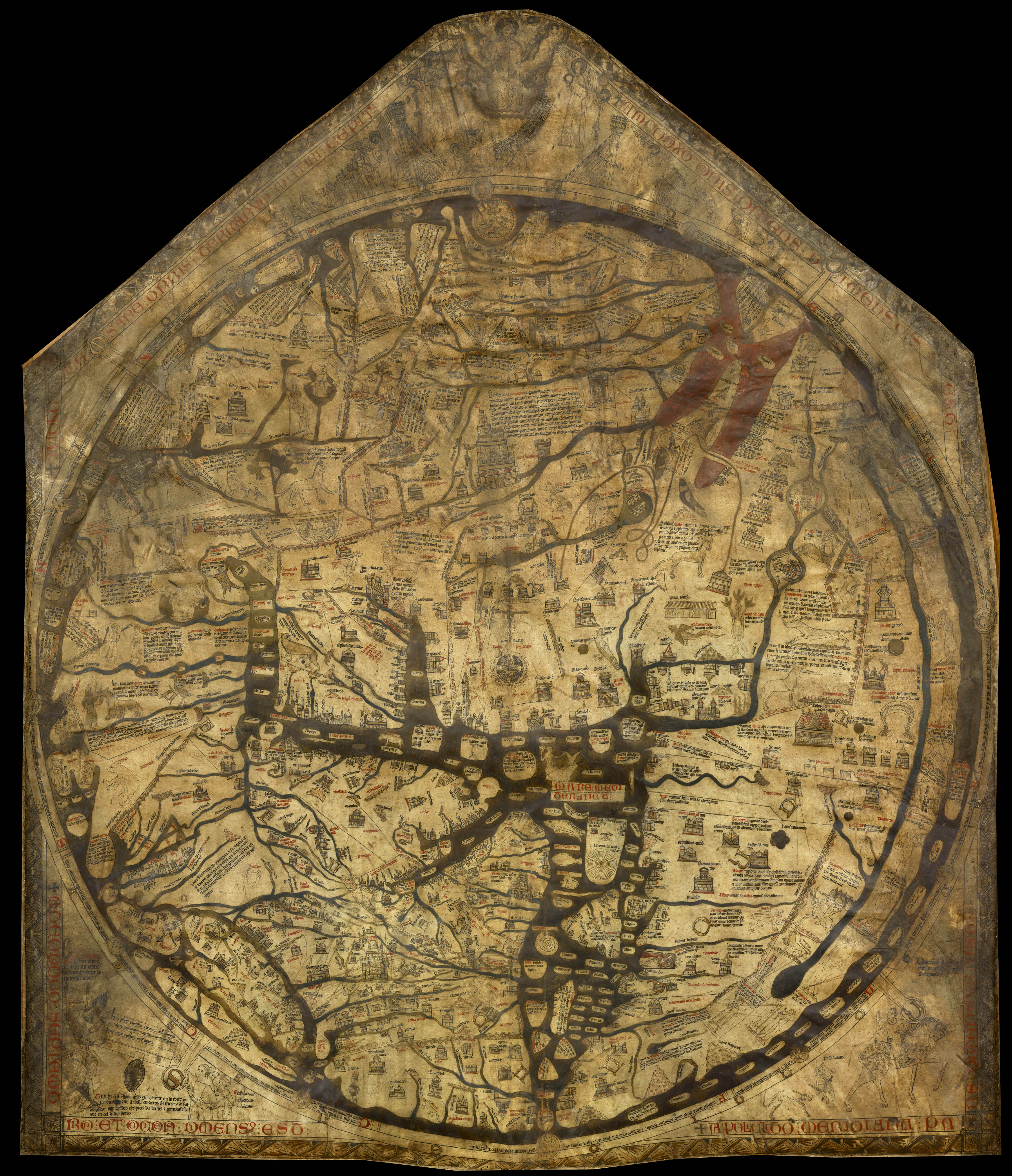
خريطة مابا موندي هيرفورد ، حوالي عام 1300، كاتدرائية هيرفورد ، إنجلترا

مابا موندي؛ خريطة العالم (اللاتينية: mappae mundi) هي أي مخطط للعالم في العصور الوسطى الأوروبية. تتراوح هذه الخرائط في الحجم والتعقيد من الخرائط التخطيطية البسيطة 1 بوصة (25 مـم) أو أقل عبر وضع خرائط الجدار، أكبرها 3.5 متر (11 قدم 6 بوصة) في القطر. المصطلح مُشتق من الكلمات اللاتينية التي ترجع إلى العصور الوسطى mappa (مُخطط) mundi (العالم). 
من المعروف أن حوالي 1100 من المابا موندي قد نجت من العصور الوسطى. عُثر على حوالي 900 من هذه المخطوطات الموضحة والباقي موجود كوثائق مستقلة.

## أنواع المابا موندي
يوجد مابا موندي في عدة أنواع متميزة، بما في ذلك:
- خرائط المناطق (أحيانًا ماكروبيان)

- خرائط ثلاثية أو خرائط "T-O"

- خرائط رباعية (بما في ذلك خرائط Beatus)

- خرائط معقدة

تشترك خرائط العالم في العصور الوسطى في بعض الخصائص مع المابا موندي التقليدية ولكنها تحتوي على عناصر من مصادر أخرى، بما في ذلك مخططات بورتولان والخرائط المرتبطة بجغرافيا بطليموس، والتي تُعتبر نوعًا خامسًا يسمى «مابا موندي الأنتقالية». 

## الغرض من مابا موندي
بالنسبة للعيون الحديثة، يمكن أن تبدو مابا موندي بدائية ظاهريًا وغير دقيقة. ومع ذلك، لم يُقصد مطلقًا استخدام مابا موندي كمخططات ملاحية ولا تظهر المناطق النسبية للأرض والمياه. بدلاً من ذلك، كانت مابا موندي تخطيطية وكان الغرض منها توضيح مبادئ مختلفة. كتعزيز فكرة كروية الأرض ومناطق المناخ. صُممت خرائط T-O لتوضيح كتل اليابسة الثلاث في العالم، بشكل تخطيطي، كما كانت معروفة للرومان وورثتهم الأوروبيين في العصور الوسطى. تحوي مابا موندي الأكبر على المساحة والتفاصيل لتوضيح مفاهيم أخرى، مثل الاتجاهات الأساسية والأراضي البعيدة وقصص الكتاب المقدس والتاريخ والأساطير والنباتات والحيوانات والأجناس الغريبة. في أكمل أشكالها، مثل خرائط ابستورف وهيرفورد، أصبحت موسوعات ثانوية لمعرفة العصور الوسطى. 

## نهاية التقليد
تم تطوير نوع جديد من الخرائط في العصور الوسطى كوسيلة مساعدة للإبحار في البحر الأبيض المتوسط. تتميز هذه الخرائط، المعروفة باسم "مخططات بورتولان"، بخطوط ساحلية دقيقة للغاية ومتقاطعة. ومن الأمثلة الشهيرة بشكل خاص الأطلس الكتالوني المنسوب إلى أبراهام كريسك في المكتبة الوطنية الفرنسية. خلال أواخر العصور الوسطى ومع ظهور عصر النهضة، أصبح الأوروبيون الغربيون على دراية بعمل العديد من العلماء اليونانيين القدماء. في مجال الجغرافيا ورسم الخرائط، أصبح نظام الإحداثيات الذي حدده كلوديوس بطليموس في الجغرافيا مؤثرًا للغاية. مع مرور الوقت، حلت الخرائط التي تأثرت بهذه الأفكار الجديدة محل التقاليد القديمة لمباي موندي. قد يُنظر إلى الأمثلة الأخيرة من التقليد، بما في ذلك الخريطة الضخمة لـ فرا ماورو، على أنها هجينة، تدمج الخطوط الساحلية على طراز بورتولان في إطار مابا موندي التقليدي. 

## روابط خارجية
- أساطير خريطة العصور الوسطى الحديثة: العالم المسطح، ملوك البحر القديم والتنين
- مفصل فرا ماورو مابا موندي 1459/60 في الجزء السفلي من المقالة
- خرائط العالم القديم
- 1452 ماباموندي من تأليف جيوفاني ليدو نسخة محفوظة 24 يوليو 2016 على موقع واي باك مشين. في مكتبة الجمعية الجغرافية الأمريكية، UW ميلووكي
- Mappa Mundi Hereford Digital Mappa Mundi Explore
- يمكن العثور على مزيد من المعلومات وصور Mappa mundi في جامعة كورنيل: رسم الخرائط المقنع: مجموعة PJ Mode
- مناقشة بقلم جانينا راميريز وبيتر فرانكوبان: محقق الفن بودكاست، 22 مارس 2017
- مابا الظاهري ، محرران. مارتن فويز، هيذر واشا وآخرون. معهد شوينبرج لدراسات المخطوطات، 2018: نسخة رقمية مفتوحة الوصول من ثلاث عشرة خريطة من العصور الوسطى في العالم.